# 絹雲母

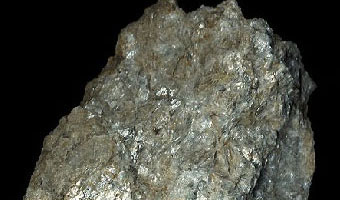
絹雲母

絹雲母（きぬうんも、sericite、セリサイト）は、粘土鉱物の一種で、層状珪酸塩鉱物である白雲母の細粒なもの。1997年、国際鉱物学連合の新鉱物および鉱物名委員会に設置された雲母小委員会によって発表された雲母鉱物の命名の最終報告では「雲母様鉱物の微粒集合体」と定義している。

## 性質
理想化学組成は白雲母と同じKAl2AlSi3O10(OH)2である。単斜晶系。
ただし研究が進んだ結果、白雲母以外の雲母も含まれていることが判明しており、1982年に愛媛県砥部町の扇谷陶石鉱山から発見された砥部雲母が日本産新鉱物として記載されている。砥部雲母は、白雲母のカリウムがアンモニウムイオンに置換したものである。

## 産出
大規模な絹雲母鉱床は、酸性または中性の火山岩類が熱水変質を被って形成されることが多く、絹糸状もしくは粉末状の塊として産出する。主に、長石が変質し、鉄、マグネシウム、カルシウム等が溶脱して形成される。
日本では、第二次世界大戦後の復興期に様々な鉱山がセリサイトの採掘を行ったが、現在でも採掘を続けているのは愛知県北設楽郡東栄町にある粟代鉱山のみである。島根県雲南市三刀屋町にある鍋山鉱山も2012年まで採掘を行っていたが、2012年7月に土砂崩れのため閉山となった。
粟代鉱山では、町内に本社を置く三信鉱工株式会社が「三信マイカ」という商品名で精製後のセリサイトを販売している。高純度かつ不純物が少ないことから、主に化粧品や薬品原料として用いられている。かつて主力の出荷先であった繊維産業や造船業が低迷し、おしろいに似ていることから化粧品メーカーに売り込み、パウダーファンデーションに使われるようになった。
また、鍋山鉱山では、斐川礦業株式会社により「斐川マイカZ20」という商品名で販売されており、工業原料から化粧品原料まで幅広い用途で使用されていた。

## 用途
一般には、化粧品のファンデーションやセラミックの素材として用いられている。また、耐熱性のある潤滑材として使用。微粉砕したものは、プラスチックなどの強化材としても使用されている。